# Manuela Custer
Manuela Custer (Trecate, 30 settembre ...) è un mezzosoprano italiano.

## Biografia
Diplomata al conservatorio di Torino, debutta nel 1985 come Enrico in Elisabetta, Regina d'Inghilterra di Gioachino Rossini al Teatro Regio (Torino), dove è tornata come Cherubino ne Le nozze di Figaro di Wolfgang Amadeus Mozart e recentemente ne La Cenerentola con la regia di Luca Ronconi e in Les contes d'Hoffmann interpretando il ruolo di Nicklausse diretta da Emmanuel Villaume.
Il lancio internazionale della sua carriera canora ha avuto luogo a Venezia, città dove si è a lungo perfezionata col Maestro e musicologo statunitense Randolph Mickelson; qui ha interpretato la Juditha Triumphans di Vivaldi nella basilica di San Marco, una produzione registrata da Rai 3. In seguito s'è perfezionata all'Istanbul Festival, diretto da Leyla Gencer, dove ha interpretato il ruolo di Orfeo nell'Orfeo ed Euridice di Bertoni con la regia di Pierluigi Pizzi. Per il grande successo riscosso Leyla Gencer l'ha voluta nel ruolo di Irene nell'Opera Bajazet di Vivaldi, opera che include una delle più famose arie del famoso virtuoso Farinelli.

## Attività artistica
Ha cantato con I Solisti Veneti lo Stabat Mater di Pergolesi nel 1998, nel 1999 è stata Maria Stuarda nell'opera omonima di Donizetti e ha inoltre interpretato vari ruoli nella Salomè di Richard Strauss, ne I Capuleti e i Montecchi di Vincenzo Bellini, e nella Petite messe solennelle, nei più prestigiosi teatri e sale da concerto del Mondo, dalla Royal Konzertgebouw di Amsterdam all'Accademia Chigiana di Siena allo Sferisterio di Macerata e nei più importanti teatri d'opera italiani ed europei.
Ha cantato di nuovo nell'Elisabetta, Regina d'Inghilterra nell'allestimento realizzato nell'ambito dei festeggiamenti dei 50 anni di regno della regina Elisabetta II.

## Discografia
Manuela Custer ha una corposa discografia, della quale vengono citate le incisioni più rilevanti:
per l'etichetta Opera Rara:
- La rimembranza
- La partenza
- Il primo dolce affanno
- L'esule di Granata
- Pia de’ Tolomei
- Il diluvio universale
- Elisabetta, regina d'Inghilterra
- Zelmira
- Maria Stuarda

per la Warner Fonit:
- la Juditha Triumphans

per la Virgin Classics:
- Arminio

## Repertorio
| Ruolo                             | Titolo                           | Autore     |
| --------------------------------- | -------------------------------- | ---------- |
| Sally                             | A Hand of Bridge                 | Barber     |
| Romeo Montecchi                   | I Capuleti e i Montecchi         | Bellini    |
| Teresa                            | La sonnambula                    | Bellini    |
| Clotilde                          | Norma                            | Bellini    |
| Orfeo                             | Orfeo ed Euridice                | Bertoni    |
| Mercedes                          | Carmen                           | Bizet      |
| Cassandra Giunone Prima Damigella | La Didone                        | Cavalli    |
| Filipievna                        | Eugenio Onieghin                 | Čajkovskij |
| Fidalma                           | Il matrimonio segreto            | Cimarosa   |
| Anastasia                         | Le nozze in villa                | Donizetti  |
| Argilla                           | La zingara                       | Donizetti  |
| Ada                               | Il diluvio universale            | Donizetti  |
| Smeton                            | Anna Bolena                      | Donizetti  |
| Anna Kennedy Elisabetta I         | Maria Stuarda                    | Donizetti  |
| Rodrigo                           | Pia de' Tolomei                  | Donizetti  |
| Siebel                            | Faust                            | Gounod     |
| Ramise                            | Arminio                          | Händel     |
| Lisetta                           | Il mondo della luna              | Haydn      |
| La vecchia Buryjovka              | Jenůfa                           | Janáček    |
| Fortunata Quartilla               | Satyricon                        | Maderna    |
| Beppe                             | L'amico Fritz                    | Mascagni   |
| Madame Flora                      | The Medium                       | Menotti    |
| Messaggera Proserpina             | L'Orfeo                          | Monteverdi |
| Ottavia                           | L'incoronazione di Poppea        | Monteverdi |
| Cherubino                         | Le nozze di Figaro               | Mozart     |
| Dorabella                         | Così fan tutte                   | Mozart     |
| Fedor                             | Boris Godunov                    | Musorgskij |
| Nicklausse La Musa                | Les contes d'Hoffmann            | Offenbach  |
| Il musico                         | Manon Lescaut                    | Puccini    |
| Suzuki                            | Madama Butterfly                 | Puccini    |
| Zita                              | Gianni Schicchi                  | Puccini    |
| Enfant                            | L'Enfant et les sortilèges       | Ravel      |
| Ernestina                         | L'equivoco stravagante           | Rossini    |
| Tancredi                          | Tancredi                         | Rossini    |
| Isabella                          | L'italiana in Algeri             | Rossini    |
| Enrico                            | Elisabetta, regina d'Inghilterra | Rossini    |
| Berta Rosina                      | Il barbiere di Siviglia          | Rossini    |
| Madama La Rose                    | La gazzetta                      | Rossini    |
| Angelina                          | La Cenerentola                   | Rossini    |
| Pippo                             | La gazza ladra                   | Rossini    |
| Emma                              | Zelmira                          | Rossini    |
| Hedwige                           | Guillaume Tell                   | Rossini    |
| Un paggio                         | Salomè                           | Strauss    |
| Cuniza                            | Oberto, Conte di San Bonifacio   | Verdi      |
| Emilia                            | Otello                           | Verdi      |
| Meg Page                          | Falstaff                         | Verdi      |
| Argillano                         | Orlando finto pazzo              | Vivaldi    |
| Juditha                           | Juditha triumphans               | Vivaldi    |
| Alcina                            | Orlando furioso                  | Vivaldi    |
| Anastasio                         | Giustino                         | Vivaldi    |
| Dorilla                           | Dorilla in Tempe                 | Vivaldi    |
| Irene                             | Bajazet                          | Vivaldi    |

## Filmografia
- Gianni Schicchi, regia di Damiano Michieletto (2021)

## Legacy
La Custer è stata spesso ospite di trasmissioni radiofoniche, tra le quali La Barcaccia, in onda ogni giorno su Rai Radio 3.
Tra i suoi prossimi impegni: Anna Bolena al Teatro Massimo, a Lione e a Parigi, I racconti di Hoffmann al Teatro Regio (Torino), Didone di Cavalli diretta da Fabio Biondi al Teatro alla Scala di Milano, Orlando furioso (nella parte di Alcina) di Vivaldi diretto da Andra Marcon al Concertgebouw di Amsterdam ed all'Accademia di Santa Cecilia la Juditha Triumphans (nella parte di Juditha) con Andrea Marcon al Concertgebouw di Amsterdam, al Théâtre des Champs-Élysées di Parigi ed alla Festpielhaus di Baden Baden, L'italiana in Algeri alla Dallas Opera, e il Falstaff a Bilbao.